# Міжнародний центр спортивних досліджень
Міжнародний центр спортивних досліджень (англ. International Centre for Sports Studies), відомий переважно під ініціалами CIES від Centre International d'Etude du Sport (фр.), є незалежною науково-освітньою організацією, розташованою в місті Невшатель, Швейцарія. Він має дослідницьку групу під назвою «Футбольна обсерваторія CIES» (англ. CIES Football Observatory), яка займається статистичними дослідженнями питань, пов’язаних з футболом.
CIES було створено в 1995 році як спільне підприємство ФІФА, Університету Невшателя, та міста і кантона Невшатель. «Футбольна обсерваторія CIES» проводить дослідження здебільшого трансферних цінностей гравців, і профілів команд.